# أليكس غونزاليس (موسيقي)
أليكس غونزاليس (بالإسبانية: Alejandro González)‏ (بالإنجليزية: Alex González)‏ هو موسيقي وملحن أمريكي ومكسيكي، ولد في 24 فبراير 1969 في ميامي في الولايات المتحدة.

## وصلات خارجية
- أليكس غونزاليس على موقع ميوزك برينز (الإنجليزية)
- أليكس غونزاليس على موقع ديسكوغز (الإنجليزية)